# コスタ・ヌハモイネス
コスタ・ヌハモイネス（Costa Nhamoinesu、1986年1月6日 - ）は、ジンバブエの元サッカー選手。元ジンバブエ代表。現役時代のポジションはDF。

## 出生
ハラレで生まれ、都市内に住む両親と田舎に住む祖父母双方の下で育った。親元は部屋も少なく、彼が永住するには狭かったため、その周辺に住む友人や他の縁者と共に居る事が多かった。中学生の時にクラブでのサッカーを始め、授業料はこの収入で納めていた。

## クラブ歴
ジンバブエ・プレミアサッカーリーグのマシンゴ・ユナイテッドFC所属時に、代理人の目に留まりポーランドへ移籍、同国5部のKSヴィスワ・ウストロニアンカに加入。2008年7月には、1部のザグウェンビェ・ルビンにレンタル移籍し、2010年夏には完全移籍を果たした。ルビンではエクストラクラサ有数のレフトバックとして台頭したものの、レイシズムの対象となる事も多かった。2013年にはポーランドを脱出する手としてACスパルタ・プラハと契約した。この時、他にもロシアやドイツ、トルコのクラブからもオファーが見られた。

### 代表歴
2008年にジンバブエ代表デビューして以来、代表の一員となっている。2012年10月20日には、多くのジンバブエ代表選手が八百長に関与したとして彼もまた一生涯の出場禁止処分を受けたものの、2014年には代表に招集されている。